# 查查尼峰

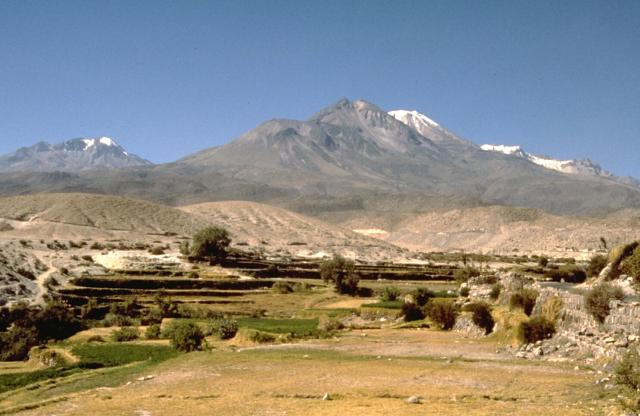
查查尼峰，1988年

查查尼峰（Chachani）是秘魯南部的最高火山，位於阿雷基帕城市附近。
由於這個地區的降雨量極少，查查尼峰沒有永久冰蓋或冰川，因此攀登不甚困難，是熱門的旅遊地點。攀登查查尼峰很受欢迎，许多在阿雷基帕城市的旅行社提供导游游到山顶，虽然海拔高度被那些不完全适应环境的人认为是极具挑战性的。

## 攀登路线
这座山一般从北侧攀登。

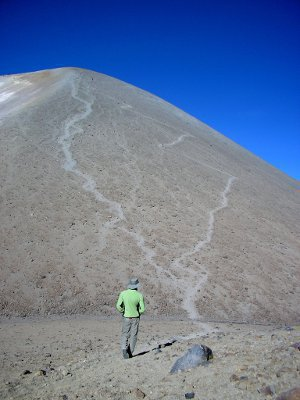
從阿雷基帕市看到的查查尼峰，2010年

基地營是在海拔约5,200（17,100英尺）。还有另一更高的营地称为Azulfrera营位于海拔约5,400（17,700英尺）。
從設於海拔5,200米的基地營出發攀登6至9小時便可到達峰頂，而下山則需時2至4小時。

## 外部連結
- （英文）Chachani on Summitpost （页面存档备份，存于）
- （英文）Video of Chachani climb